# Panorpa pusilla
Panorpa pusilla är en näbbsländeart som beskrevs av Cheng 1950. Panorpa pusilla ingår i släktet Panorpa och familjen skorpionsländor. Inga underarter finns listade i Catalogue of Life.